# Carlos Alberto Velázquez
Carlos Alberto Velázquez (14 luglio 1925) è un ex pentatleta ed ex schermidore argentino.

## Biografia
Ha partecipato ai Giochi della XV Olimpiade di Helsinki nel 1952 gareggiando nella specialità del pentathlon moderno.

## Palmarès
In carriera ha conseguito i seguenti risultati:
- Mondiali:

Santo Domingo 1953: argento nel pentathlon moderno a squadre.
- Giochi panamericani:

Buenos Aires 1951: bronzo nel pentathlon moderno a squadre.
Chicago 1959: argento nella sciabola a squadre e bronzo nella spada a squadre.